# ベイヨン (ニュージャージー州)
ベイヨン（Bayonne [beɪˈjoʊn]）は、アメリカ合衆国ニュージャージー州のハドソン郡にある都市。人口は7万1686人（2020年）。ニューヨーク郊外に位置している。バイオンヌ、またはバイヨンヌとも呼ぶこともある。語源は、ピレネー山脈の山麓の街・ピレネー＝アトランティック県のバイヨンヌに由来。
ジャージーシティの南に隣接しているのでニューヨーク都市圏の住民にはよく知られている。ハドソン-バーゲン・ライトレールの駅があり交通の便が良い。
ベイヨンはしばしばメディアのロケ地になる。マライア・キャリーのPV「Someday」は、ベイヨン高校の一室で撮影さた。デンゼル・ワシントン主演の映画『ボーン・コレクター』など数々の映画にも登場するので、全米でも良く知られる街のひとつとなった。